# Digitaria sejuncta
Digitaria sejuncta là một loài thực vật có hoa trong họ Hòa thảo. Loài này được (Hack. ex Pilg.) Henrard mô tả khoa học đầu tiên năm 1930.